# Павлов Василь Михайлович (партійний діяч)
Василь Михайлович Павлов (1904, село Угольне Оренбурзької губернії, тепер Соль-Ілецького району Оренбурзької області, Російська Федерація — вересень 1978, Орджонікідзевський район, тепер Кібрайський район Ташкентського вілояту Узбекистану) — радянський партійний діяч, в.о. 1-го секретаря Каракалпацького обласного комітету КП(б) Узбекистану. Депутат Верховної Ради СРСР 1-го скликання.

## Біографія
Народився в селянській родині. З вересня 1921 по грудень 1923 року — розсильний залізничної лікарні в Ташкенті. У 1922 році вступив до комсомолу.
У січні — листопаді 1924 року — сільськогосподарський робітник дослідної станції на залізничній станції Голодний степ Узбецької РСР.
У грудні 1924 — вересні 1926 року — робітник Новоміської лікарні міста Ташкента.
У листопаді 1926 — грудні 1928 року — рядовий, старшина роти 8-го залізничного полку РСЧА в Полторацьку (Ашхабаді) та Рязані.
Член ВКП(б) з жовтня 1927 року.
У лютому 1929 — серпні 1930 року — провідник вагонів, нарядчик бригад залізничного депо станції Ташкент.
У серпні 1930 — квітні 1931 року — секретар партійного комітету депо та залізничної станції Ташкент-Пасажирський.
У квітні 1931 — серпні 1932 року — завідувач відділу агітації і пропаганди Ленінського районного комітету КП(б) Узбекистану міста Ташкента.
У серпні 1932 — березні 1933 року — заступник завідувача відділу культури і пропаганди Ташкентського міського комітету КП(б) Узбекистану.
У березні 1933 — серпні 1935 року — секретар партійного комітету будівництва Ташкентського текстильного комбінату.
У серпні 1935 — вересні 1937 року — 1-й секретар Ленінського районного комітету КП(б) Узбекистану міста Ташкента.
У вересні — жовтні 1937 року — в.о. 2-го секретаря Каракалпацького обласного комітету КП(б) Узбекистану.
18 жовтня 1937 — листопад 1939 року — 2-й секретар Каракалпацького обласного комітету КП(б) Узбекистану. У листопаді 1937 — 1938 року — т.в.о. 1-го секретаря Каракалпацького обласного комітету КП(б) Узбекистану. Одночасно, з липня 1938 року — голова Верховної ради Кара-Калпацької АРСР 1-го скликання.
У листопаді 1939 — січні 1941 року — 2-й секретар Самаркандського обласного комітету КП(б) Узбекистану.
У січні — серпні 1941 року — заступник секретаря партійного комітету Народного комісаріату м'ясомолочної промисловості Узбецької РСР.
У серпні 1941 — серпні 1943 року — заступник начальника політичного відділу 68-ї гірничо-стрілецької дивізії Середноазіатського військового округу, начальник політичного відділу курсів молодших лейтенантів Середноазіатського військового округу. У серпні 1943 — жовтні 1945 року — начальник політичного відділу, заступник начальника із політичної частини курсів молодших лейтенантів Середноазіатського військового округу.
У листопаді 1945 — листопаді 1947 року — 3-й секретар Житомирського міського комітету КП(б)У.
У 1946 році склав екстерном екзамени за 10 класів середньої школи в міському відділі народної освіти Житомира. У листопаді 1947 — серпні 1948 року — слухач республіканських партійних курсів при ЦК КП(б)У в Києві.
У серпні — листопаді 1948 року — завідувач військового відділу Житомирського обласного комітету КП(б)У.
У листопаді 1948 — жовтні 1952 року — завідувач відділу партійних, профспілкових і комсомольських органів Житомирського обласного комітету КП(б)У.
У жовтні 1952 — вересні 1953 року — секретар партійного бюро військової частини № 78011 у Житомирі.
У жовтні 1953 — січні 1957 року — начальник Головного управління «Узбзаготскот» у місті Ташкенті.
У січні 1957 — березні 1958 року — директор свинорадгоспу Орджонікідзевського району Ташкентської області.
У березні 1958 — березні 1962 року — директор відгодівельної бази Головного управління «Главзаготскототкорм» Ак-Курганського району Ташкентської області.
З березня 1962 року — на пенсії в Ак-Курганському районі Ташкентської області. З листопада 1962 по жовтень 1972 року — персональний пенсіонер у Ташкенті. З жовтня 1972 року — персональний пенсіонер в Орджонікідзевському районі Ташкентської області.
Помер у вересні 1978 року.

## Нагороди
- орден Трудового Червоного Прапора
- медалі